# Krasnyj Bor (obwód wołogodzki)
Krasnyj Bor (ros. Красный Бор) – wieś w Rosji, w rejonie totemskim obwodu wołogodzkiego. W 2010 r. liczyła 164 mieszkańców.